# Isracing

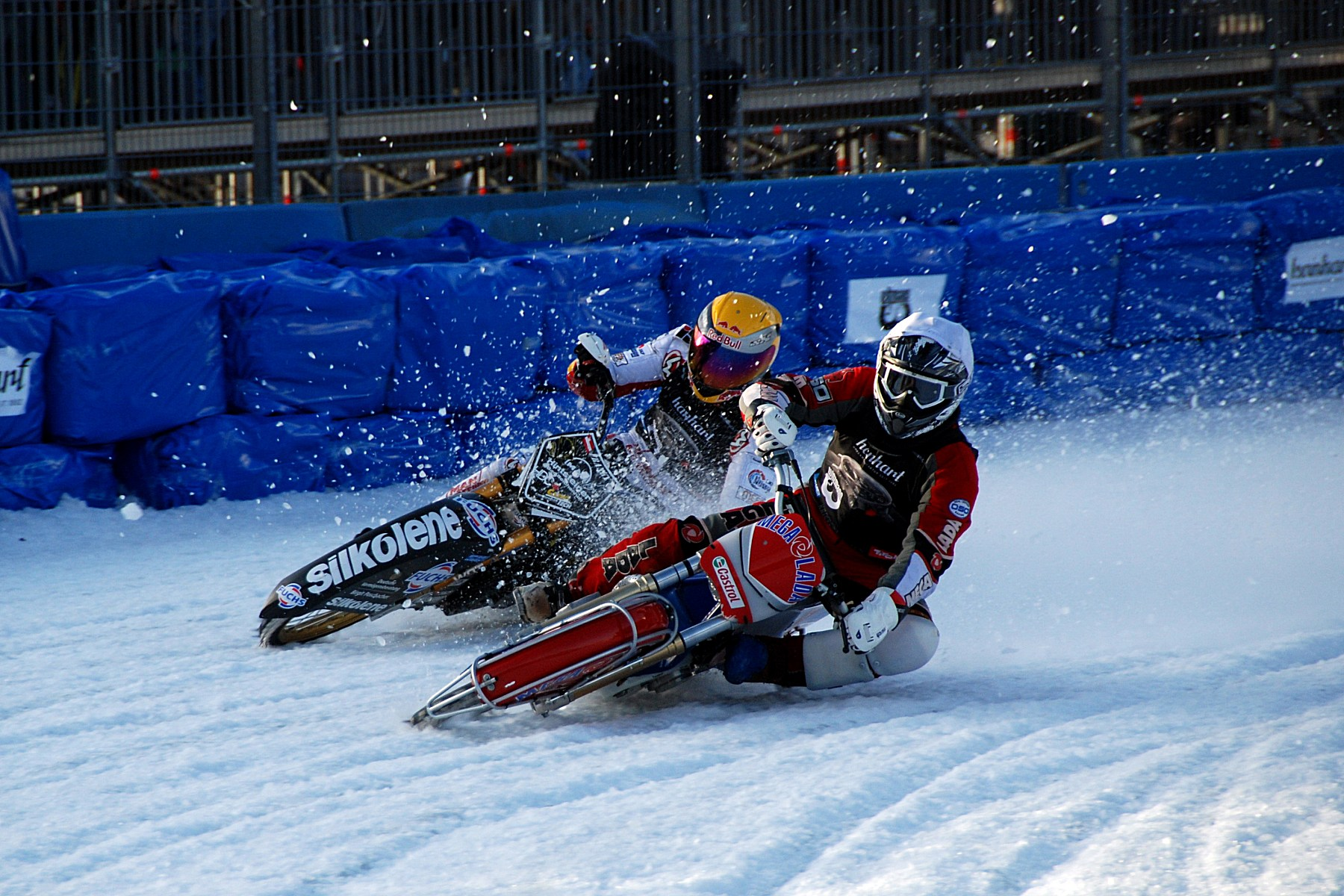
VM - final 2010 i Innsbruck

Isracing är en av FIM auktoriserad motorcykelsport som utövas vintertid och körs på en oval isbana. Motorcyklarna som används har två växlar, saknar broms och körs på metanol. Hjulens däck är belagda med långa vassa stålspikar (upp till 2,8 cm) för att ge maximalt fäste i isen. Det goda fästet gör att motorcyklarna kan hålla en hög kurvhastighet.
I varje heat tävlar fyra förare. Man kör fyra varv per heat. Vinnaren i varje heat tilldelas 3 poäng, tvåan 2 poäng, trean 1 poäng medan siste man blir utan. Alltså precis som i speedway.
Under 1930-talet körde man på sandade isbanor, och under sent 1940-tal började svenska åkare använda sig av ståldubbar som möjliggjorde den så kallade "dykstilen".
Världsmästerskapen har körts sedan 1966 (individuellt) och sedan 1979 för lag. 2000-talets store dominant i sporten var ryssen Nikolaj Krasnikov som under åren 2005-2012 tog 8 raka individuella VM-guld.
Det nationella förbundet för isracing är Svenska Motorcykel- och Snöskoterförbundet (SVEMO).

## Jämförelse med speedway
Även om motorcyklarna, reglerna och måtten på banan liknar speedway finns det några skillnader förutom att isracing utövas på vintern:
- Däcken är dubbade med utstickande spikar, framförallt på vänstra sidan.
- De långa dubbarna ger så bra grepp i isen att hastigheten är högre (ca 130 km/h på rakorna jämfört med 110 i speedway).
- Man kör inte med sladd i kurvorna utan lägger ner motorcykeln ännu mer och sätter ner vänstra knät i stället för foten.
- Motorcykeln för isracing har något längre hjulbas.
- Man har en växellåda med 2 växlar. Ettan används bara i starten.

## Kända utövare
- Nikolai Krasnikov, Ryssland
- Per-Olof "Posa" Serenius, Sverige
- Erik Stenlund, Sverige
- Conny Samuelsson, Sverige
- Fredrik "Figge" Olsson  Sverige[2][3][4]

## Kända isracingorter
En av de orter som är mest förknippad med isracing är den nederländska staden Assen och arenan De Smelt. Där har många gånger arrangerats VM-deltävlingar (individuellt och/eller i lag), och bara några dagar tidigare går tävlingen Roelof Thijs Pokal (nederländska: Roelof Thijs Bokaal) av stapeln. Andra återkommande tävlingsorter Inzell (Västtyskland/Tyskland), Hamar (Norge) och Almaty (Kazakstan).
Svenska isracingorter är bland andra Uppsala, Gävle, Strömsund, Örnsköldsvik och Östersund.